# Джордан Томпсон (волейболістка)
Джордан Маккензі Томпсон (англ. Jordan Mackenzie Thompson; 5 травня 1997, Ідайна, Міннесота) — американська волейболістка, діагональна. Олімпійська чемпіонка. Переможниця Ліги націй і Кубка Європейської конфедерації волейболу.

## Із біографії
ЇЇ батько Тайрон Долеман виступав за баскетбольну команду Університету Піттсбурга в Джонстауні і клуб «Гарлем Глобтроттерс». Також протягом восьми років грав за іноземні професійні клуби. ЇЇ дядько Кріс Долеман входить до Зали слави американського футболу. Вісім разів брав участь у матчах «Всіх зірок» Національної футбольної ліги. Захищав кольори клубів «Міннесота Вікінгс», «Атланта Фалконс» і «Сан-Франциско 49».
У середній школі спочатку відвідувала баскетбольну секцію, але згодом стала займатися волейболом. З 2015 по 2019 рік захищала кольори команди «Беаркетс» з Університету Цинциннаті. Тричі визнавалася найкращою спортсменкою Американської атлетичної конференції (2017, 2018, 2019). У сезоні-2019 її «Беаркетс» виступала в першому дивізіоні Національної асоціації студентського спорту.
Свій перший професійний волейбольний контракт підписала в 2019 році з турецьким клубом «Фенербахче» . Потім захищала кольори «Еджзаджибаши», але на початку сезону 2021/2022 вона залишила клуб і повернулася до США, щоб продовжити лікування травми щиколотки, яку вона отримала під час Олімпіади-2020. Протягом наступних двох сезонів грала за італійський «Веро Воллей Мілано» і стамбульський «Вакифбанк». У складі турецької команди стала фіналісткою клубного чемпіонату світу. Влітку 2024 роу підписала контракт з «Х'юстоном», котрий став частиною новостворенної Першої волейбольної ліги (LOVB).
Першим офіційним турніром у національній збірній стала кваліфікація на Олімпійські ігри 2020. У тому складі троє спортсменок представляли студентські команди і лише Томпсон виходила на майданчик. Переможниця розіграшів Ліги націй 2019 і 2021 років. У фіналах обох турнірів грала проти збірної Бразилії.
На Олімпіаді в Токіо грала у перших чотирьох матчах групового етапу, отримала травму і надалі перебувала на лаві запасних, а її партнерки у вирішальному матчі знову переграли бразильських волейболісток.
У 2022 році виступала в розіграші Ліги націй і пропустила чемпіонат світу через травму.

## Клуби
| Роки      | Команди                  |
| --------- | ------------------------ |
| 2019—2020 | «Фенербахче» (Стамбул)   |
| 2020—2021 | «Еджзаджибаши» (Стамбул) |
| 2022—2023 | «Веро Воллей Мілан»      |
| 2023—2024 | «Вакифбанк» (Стамбул)    |
| 2024—     | «Х'юстон»                |

## Досягнення
Олімпійські ігри
- Перше місце (1): 2021
- Друге місце (1): 2024

Ліга націй
- Перше місце (2): 2019, 2021

Кубок Європейської конфедерації волейболу
- Перше місце (1): 2022

Клубний чемпіонат світу
- Друге місце (1): 2023

Кубок Першої волейбольної ліги
- Перше місце (1): 2025

## Статистика
Статистика виступів на Олімпійських іграх:
| Рік  | Турнір           | Ігри | Сети | Очки | Ср. | Місце | Примітки |
| ---- | ---------------- | ---- | ---- | ---- | --- | ----- | -------- |
| 2021 | Олімпійські ігри | 4    | 12   | 78   | 6,5 | 1     |          |
| 2024 | Олімпійські ігри | 6    | 19   | 32   | ,   | 2     |          |